# العصر الحجري الحديث ما قبل الفخار

خريطة للعالم توضح مراكز منشأ الزراعة التقريبية وانتشارها في عصور ما قبل التاريخ: الهلال الخصيب (11000 ق.ح) وأحواض نهر اليانغتسي والنهر الأصفر (9000 ق.ح) وهضاب غينيا الجديدة (9000-6000 ق.ح) ووسط المكسيك (5000-4000 ق.ح)، شمال أمريكا الجنوبية (5000-4000 ق.ح)، أفريقيا جنوب الصحراء (5000-4000 ق.ح ، الموقع غير معروف بالضبط)، شرق أمريكا الشمالية (4000-3000 ق.ح).

العصر الحجري الحديث ما قبل الفخار أو النيوليت قبل الفخاري Pre-Pottery Neolithic اختصارًا (PPN) هو بدايات العصر الحجري الحديث في منطقة المشرق وأعلى بلاد ما بين النهرين من الهلال الخصيب، التي يرجع تاريخه إلى نحو 12000 إلى 8000 سنة مضت، أي 10000-6500 قبل الميلاد. وهو يتلو الثقافة النطوفية في الإبيباليوليت المشرقي (وتسمى أيضا الميزوليتية)، وكان تدجين النباتات والحيوانات في مراحل تكوينه.ربما كانت نهاية حضارة العصر الحجري الحديث ما قبل الفخار ناجمة عن الدرياس الحديث في وقت التقليات القصوى المسمى 8.2 kiloyear event ، وهي موجة باردة تركزت في 6200 قبل الميلاد والتي استمرت عدة مئات من السنين. وقد خلفها العصر الحجري الحديث الفخاري.

## العصر الحجري الحديث ما قبل الفخار أ PPNA
ينقسم العصر الحجري الحديث ما قبل الفخار إلى العصر الحجري الحديث ما قبل الفخار أ (10000 - 8800 قبل الميلاد) وما يليه العصر الحجري الحديث ما قبل الفخار ب (8800 - 6500 قبل الميلاد). وضعت هذه التسميات في الأصل من قبل كاثلين كينيون في موقع نوع أريحا (فلسطين). يسبق العصر الحجري الحديث ما قبل الفخار النيوليت الفخاري (الثقافة اليرموكية). في عين غزال في الأردن، استمرت الثقافة لبضعة قرون أخرى وتسمى ثقافة العصر الحجري الحديث ما قبل الفخاري ج.

حوالي 9000 قبل الميلاد خلال العصر الحجري الحديث قبل الفخار أ (PPNA) ظهرت أول مدينة في العالم أريحا في بلاد الشام. 

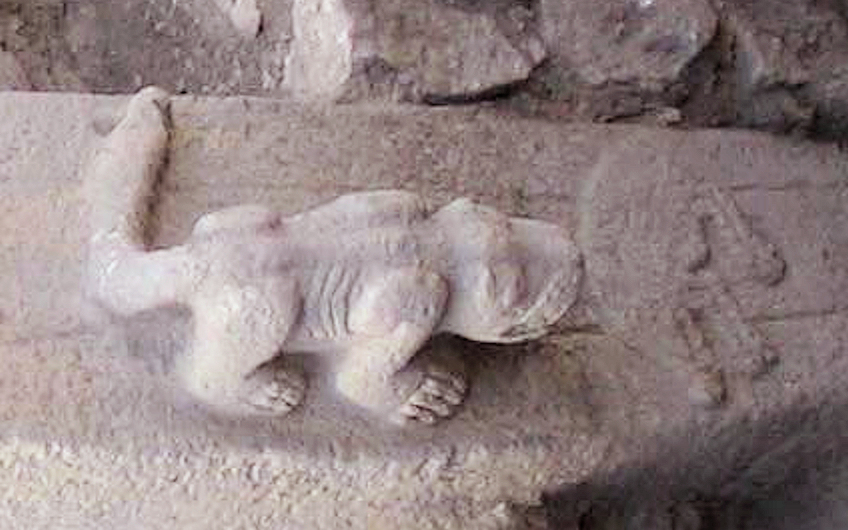
نحت حيوان مفترس من غوبكلي تبه نحو 9000 ق.م
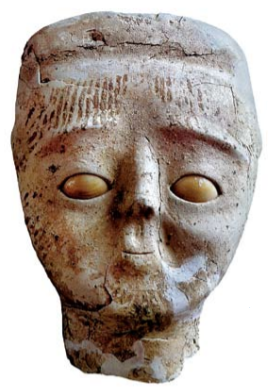
تمثال سلف، أريحا, نحو 9000ق.م.
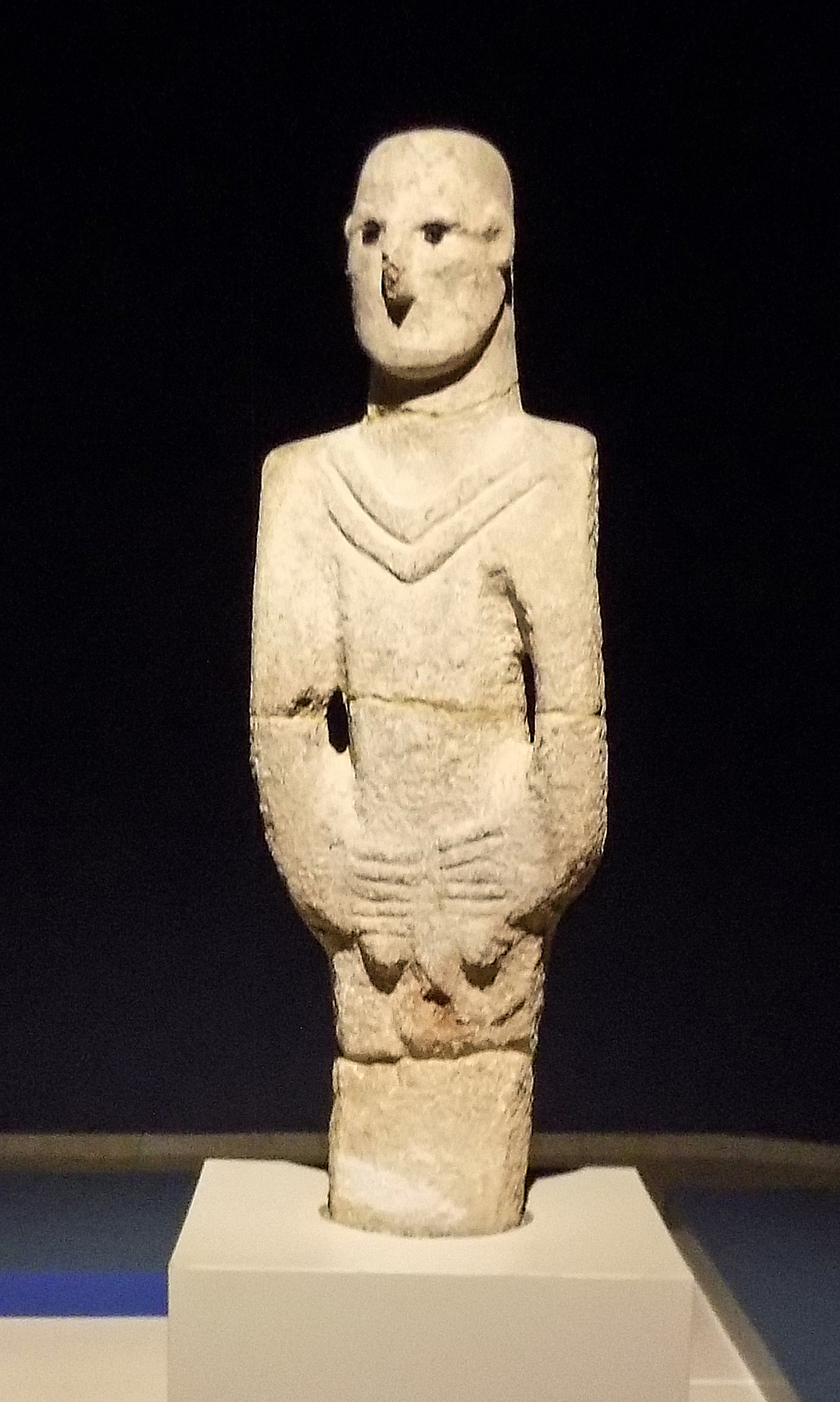
رجل أورفا , حوالي 9000 ق.م. متحف أورفا للآثار والفسيفساء.

## العصر الحجري الحديث ما قبل الفخار ب
اختلف العصر الحجري الحديث ما قبل الفخار ب PPNB عن العصر الحجري الحديث ما قبل الفخار أ PPNA في إظهار استخدام أكبر للحيوانات الأليفة، ومجموعة مختلفة من الأدوات، والأساليب المعمارية الجديدة. 

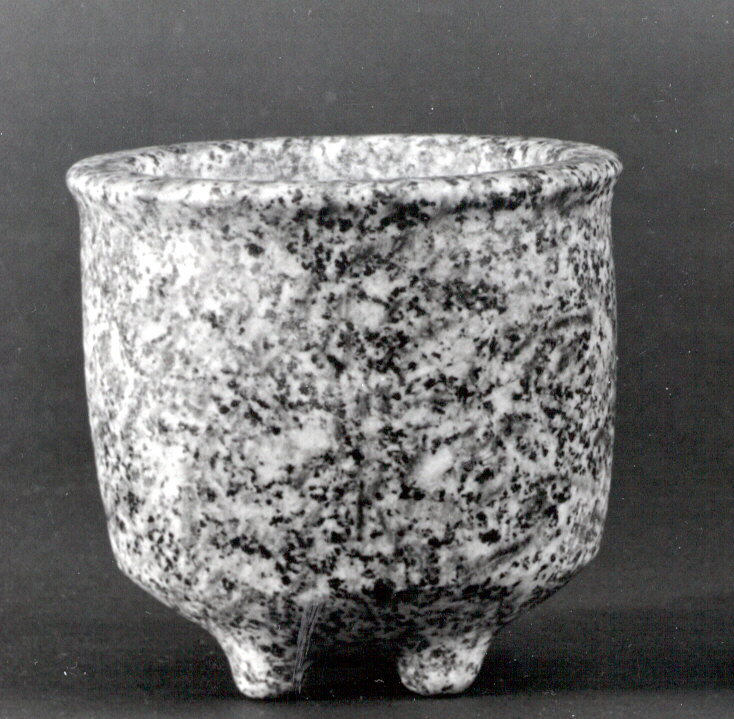
زبدية من الجرانيت ، سوريا ، نهاية الألفية الثامنة قبل الميلاد.
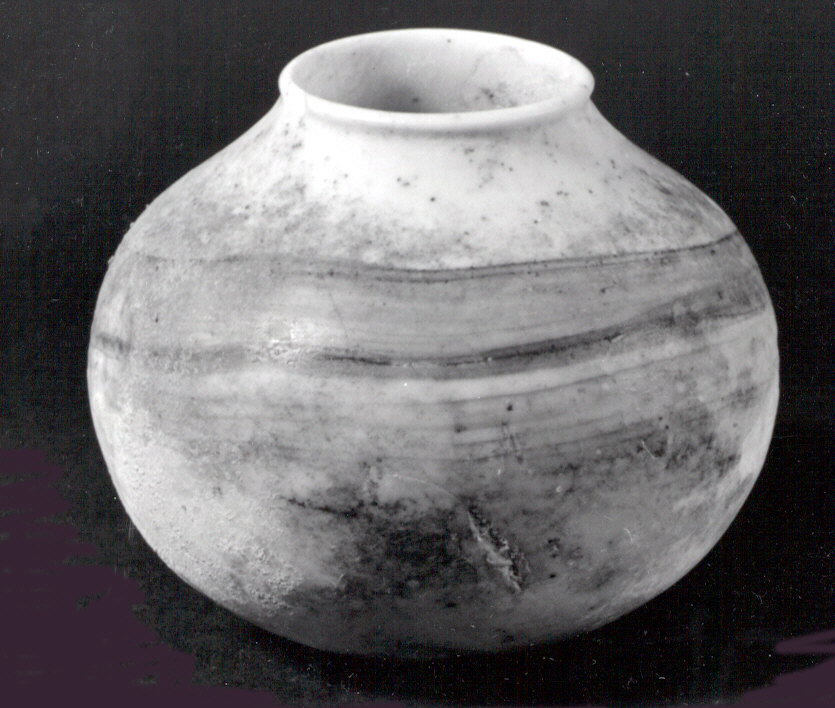
جرة في مرمر الكالسيت ، سوريا ، أواخر الألفية الثامنة قبل الميلاد.
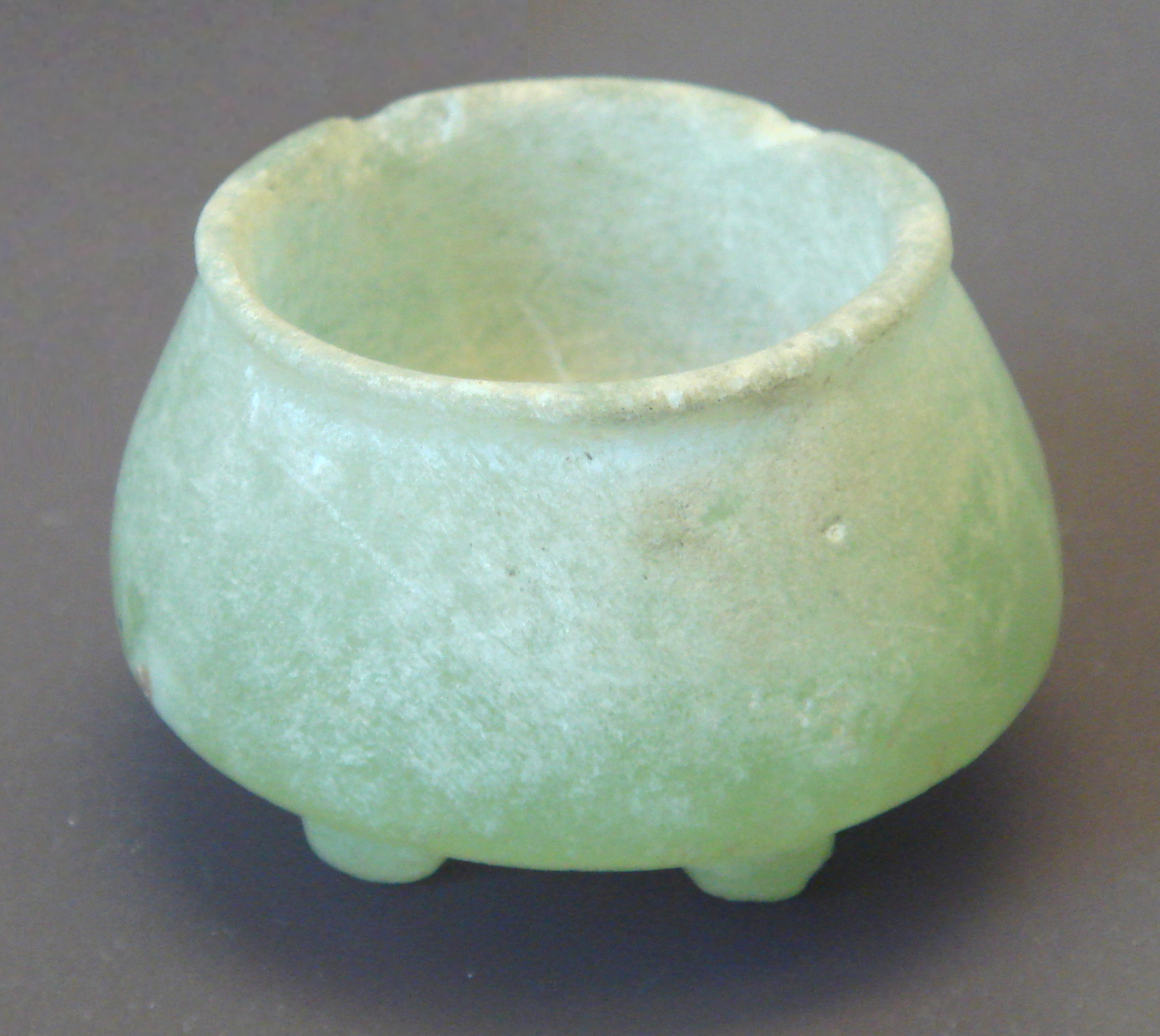
مزهرية ثلاثية الاقدام أراجونيت خضراء ، منطقة الفرات الأوسط 6000 ق.م. متحف اللوفر AO 28386
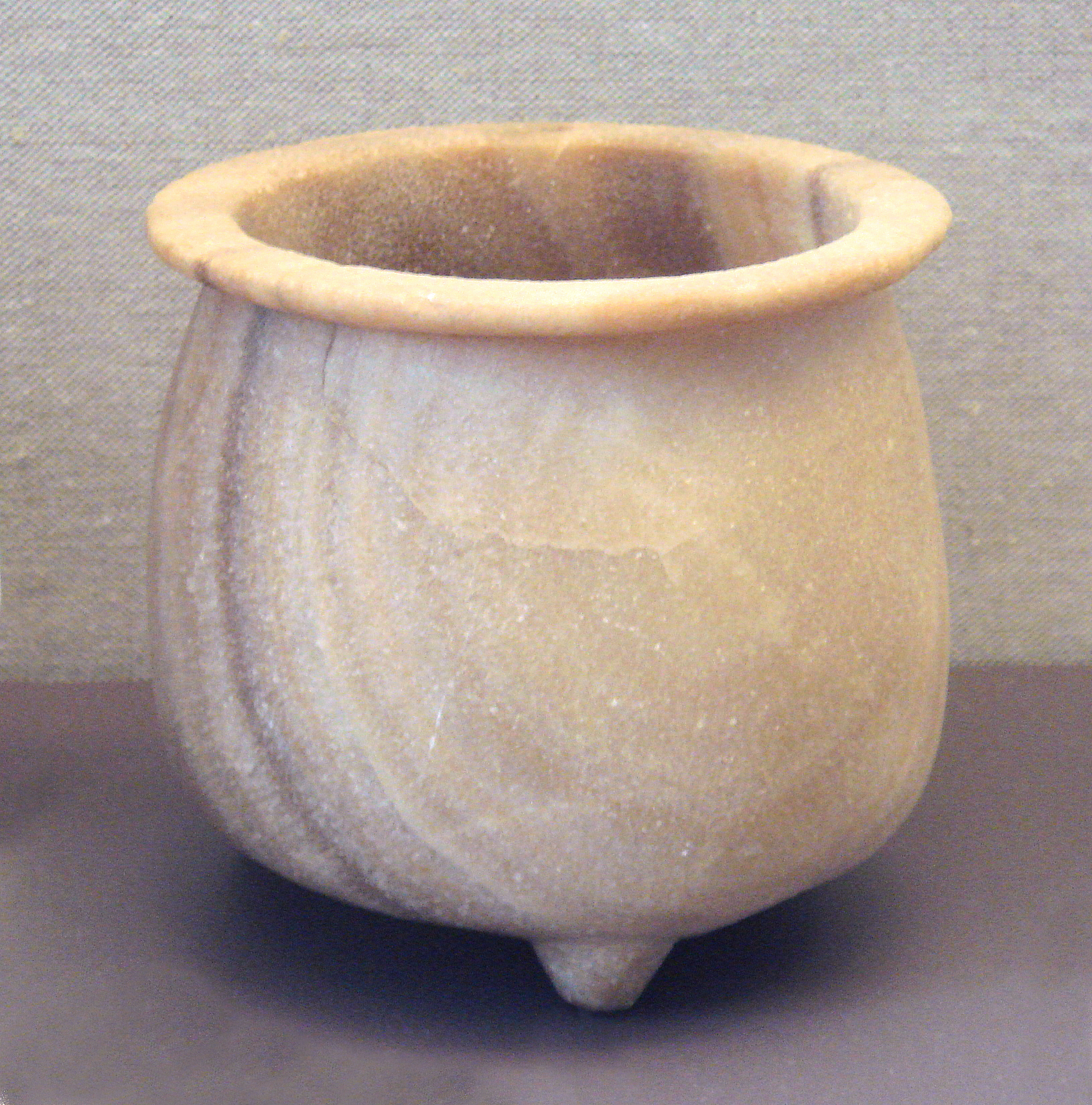
إناء ثلاثي الاقدام من الكالسيت ، منطقة الفرات الأوسط ، ربما من تل بقرص، 6000 ق.م ، متحف اللوفر AO 31551

## العصر الحجري الحديث ما قبل الفخار ج
أشار التنقيب في موقع عين غزال في الأردن إلى فترة منأخرة من العصر الحجري الحديث ما قبل الفخار ج. اقترح زارينس Juris Zarins أن مجمع حول شبه الجزيرة العربية وبدوي رعوي تطور في الفترة الأزمة المناخية التي حدثت في 6200 قبل الميلاد، ويرجع ذلك جزئيًا إلى زيادة التركيز في ثقافات العصر الحجري الحديث ما قبل الفخار ب على الحيوانات المستأنسة، والاندماج مع الصيادين-الجماعين الحريفيين (نسبة إلى الثقافة الحريفية المسمى على اسم موقع جبل الحاروف في النقب ) في جنوب الشام، مع اتصالات تابعة مع ثقافات الفيوم والصحراء الشرقية لمصر. انتشرت الثقافات التي تمارس أسلوب الحياة هذا على شاطئ البحر الأحمر وانتقلت شرقاً من سوريا إلى جنوب العراق. 

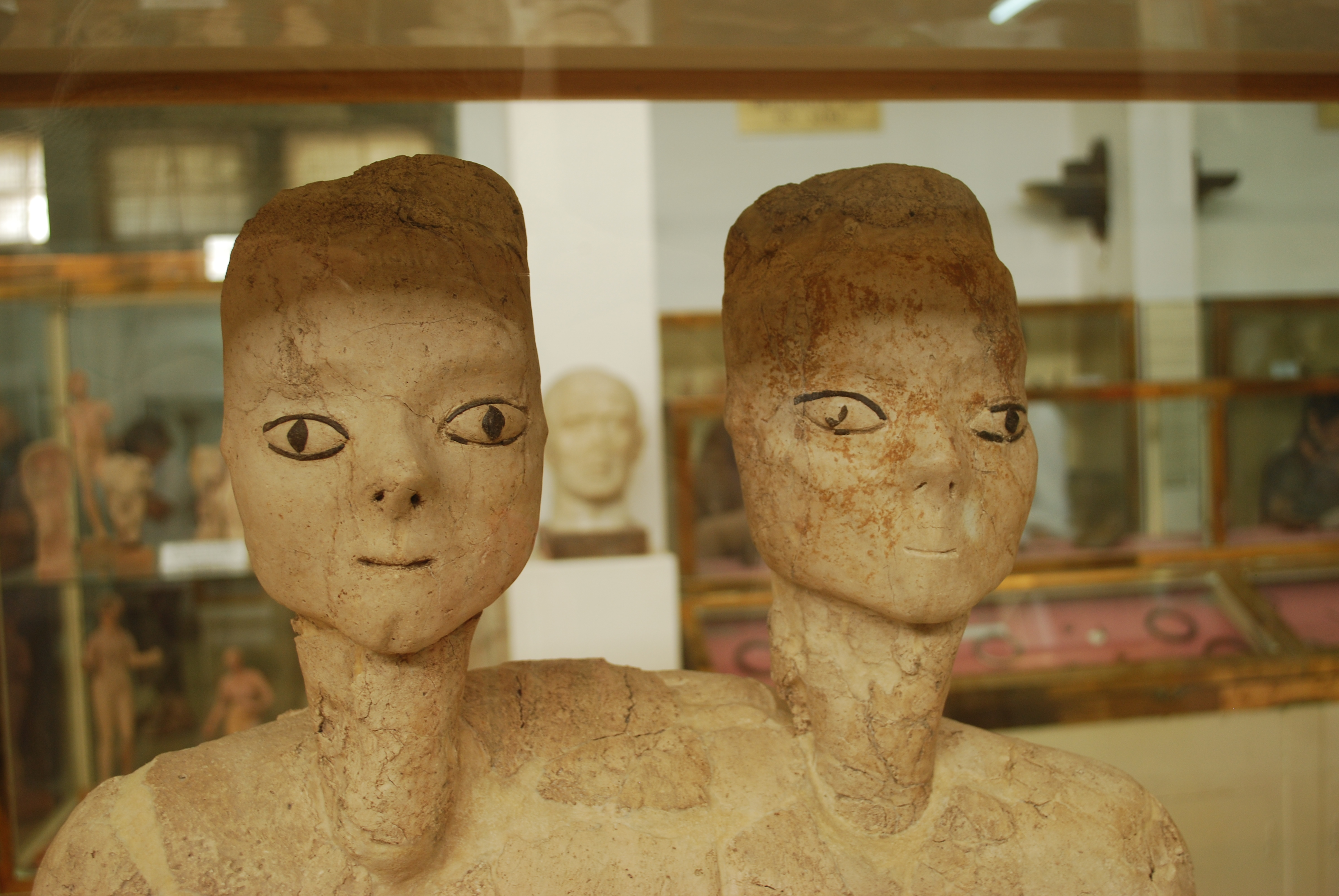
تماثيل عين غزال : لقطة مقربة لأحد التماثيل ثنائية الرأس ، حوالي 7000 ق.م
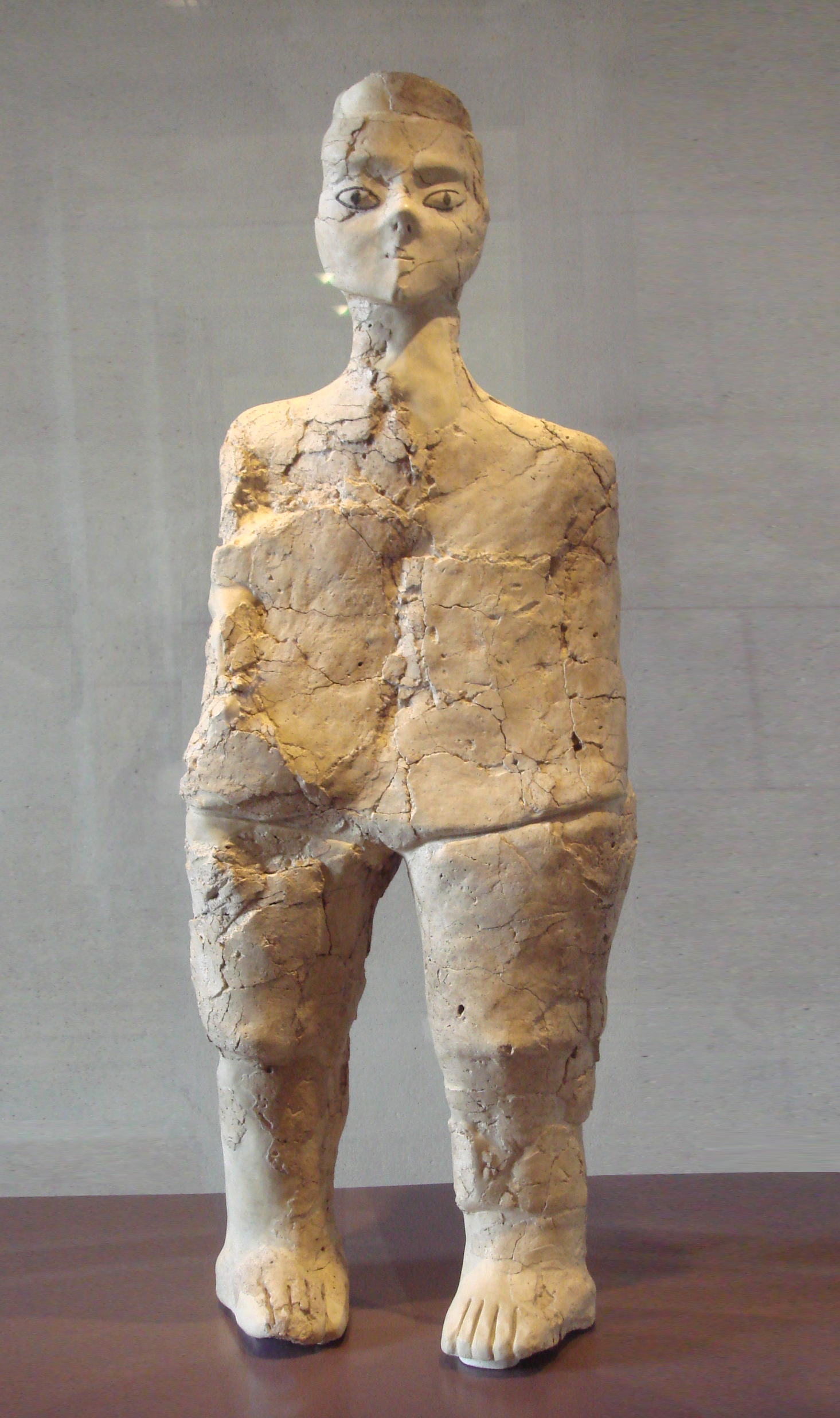
تمثال عين غزال في متحف اللوفر في باريس.
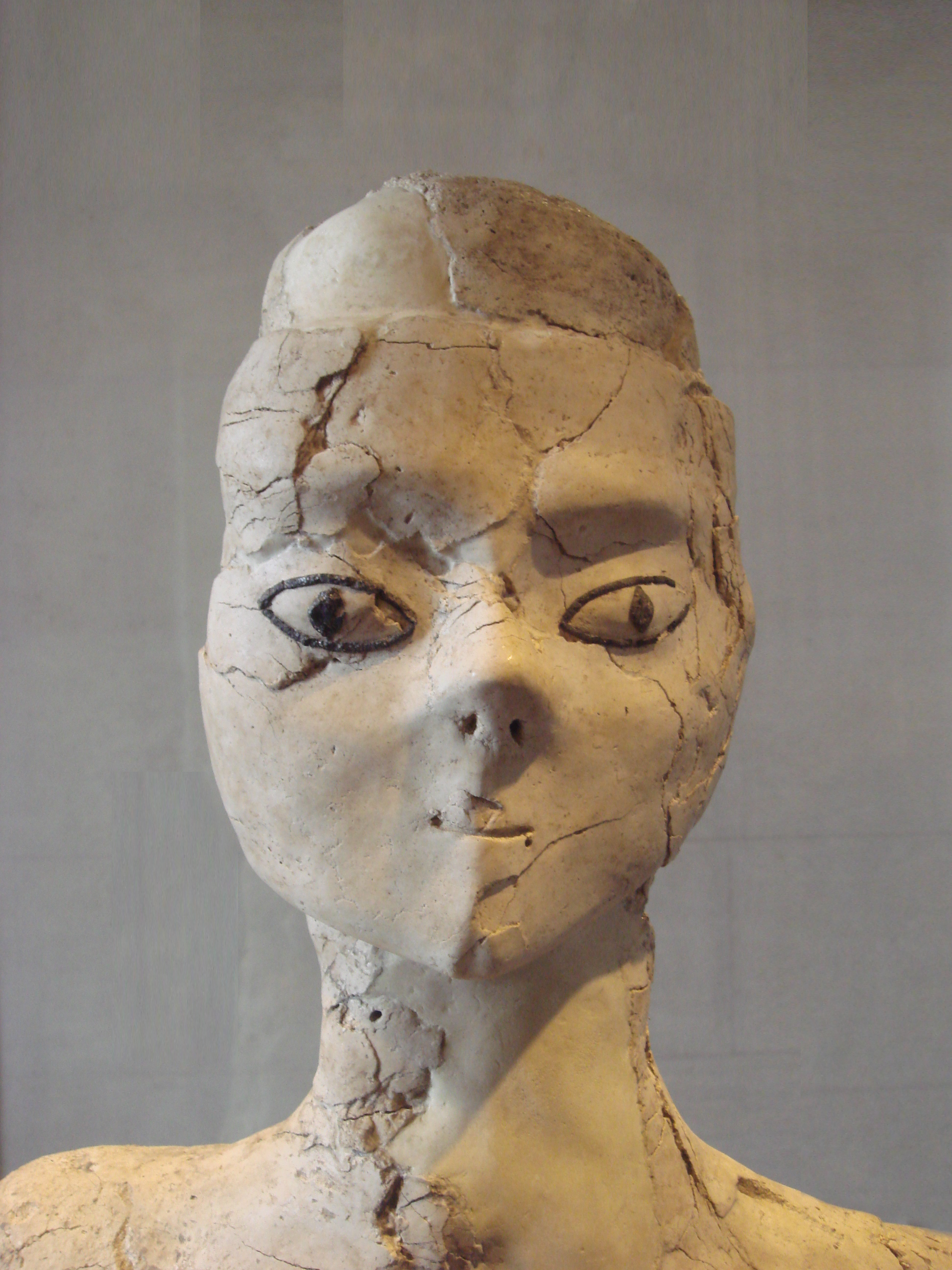
تمثال عين غزال، اللوفر ، منظر أمامي

## تحديد

### أوروبا

#### تاريخ الكربون 14

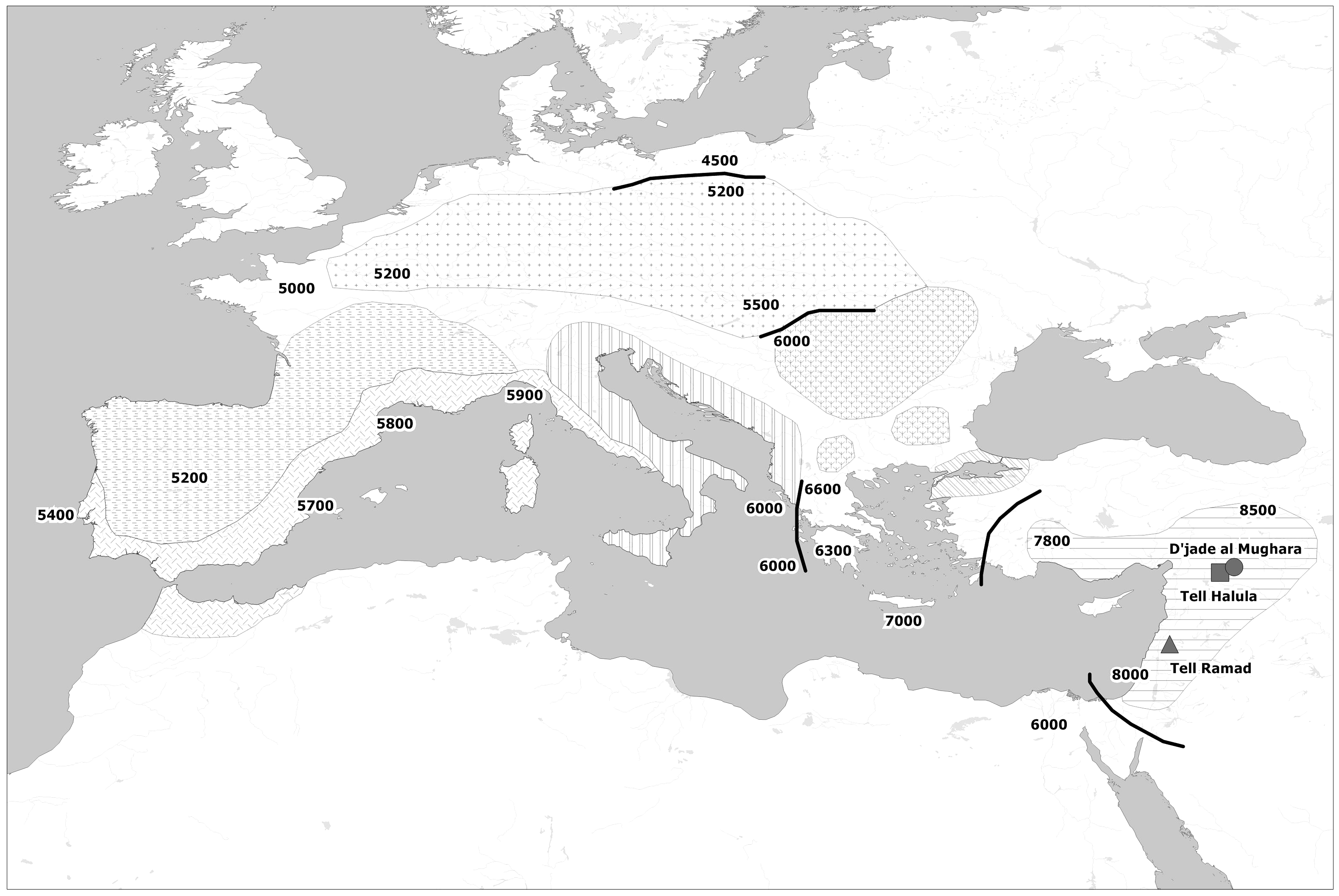
خريطة لانتشار الثقافات الزراعية من العصر الحجري الحديث من الشرق الأدنى إلى أوروبا ، مع التواريخ.

جرت دراسة انتشار النيوليت في أوروبا لأول مرة بشكل كمي في السبعينيات، عندما صار عددًا كافيًا من تحديدات العمر بالكربون المشع لمواقع النيوليت المبكر متاحًا. اكتشف اميمان Ammerman وكافالي-سفوزا Cavalli-Sforza علاقة خطية بين عمر موقع نيولتي مبكر وبُعده عن المصدر التقليدي في الشرق الأدنى (أريحا)، مما يدل على أنه، في المتوسط، انتشر العصر الحجري الحديث بسرعة ثابتة تبلغ حوالي 1 كم بالسنة. تؤكد دراسات أحدث هذه النتائج وتخلص إلى سرعة 0.6 - 1.3 كم / سنة عند مستوى موثوقية 95٪.

#### تحليل الحمض النووي للميتوكوندريا
منذ التوسعات البشرية الأصلية خارج إفريقيا قبل 200 ألف عام، حدثت أحداث هجرة مختلفة في عصور ما قبل التاريخ والعصور التاريخية في أوروبا. بالنظر إلى أن حركة الناس تنطوي على حركة مرافقة لجيناتهم، فمن الممكن تقدير أثر هذه الهجرات من خلال التحليل الجيني للسكان. الممارسات الزراعية وتربية الحيوانات نشأت منذ 10000 سنة في منطقة من الشرق الأدنى تعرف باسم الهلال الخصيب. وفقًا للسجل الأثري، توسعت هذه الظاهرة، المعروفة باسم «النيوليت»، بسرعة من هذه الأراضي إلى أوروبا. إلا أن كون هذا الانتشار مصحوبًا بهجرة بشرية أم لا هو موضع نقاش كبير. تم استرداد الحمض النووي للميتوكوندريا - وهو نوع من الحمض النووي الوراثي الموجود في الخلية السيتوبلازمية - من بقايا مزارعي العصر الحجري الحديث ما قبل الفخاري ب (PPNB) في الشرق الأدنى، ثم مقارنته بالبيانات المتاحة من مجموعات العصر الحجري الحديث الأخرى في أوروبا وأيضًا البيانات الحديثة للسكان من جنوب شرق أوروبا والشرق الأدنى. تظهر النتائج التي تم الحصول عليها أن هجرات بشرية كبيرة كانت مترتفقة مع انتشار العصر الحجري الحديث وتشير إلى أن أول المزارعين من العصر الحجري الحديث دخلوا أوروبا بالطريق البحري عبر قبرص وجزر بحر إيجه. 

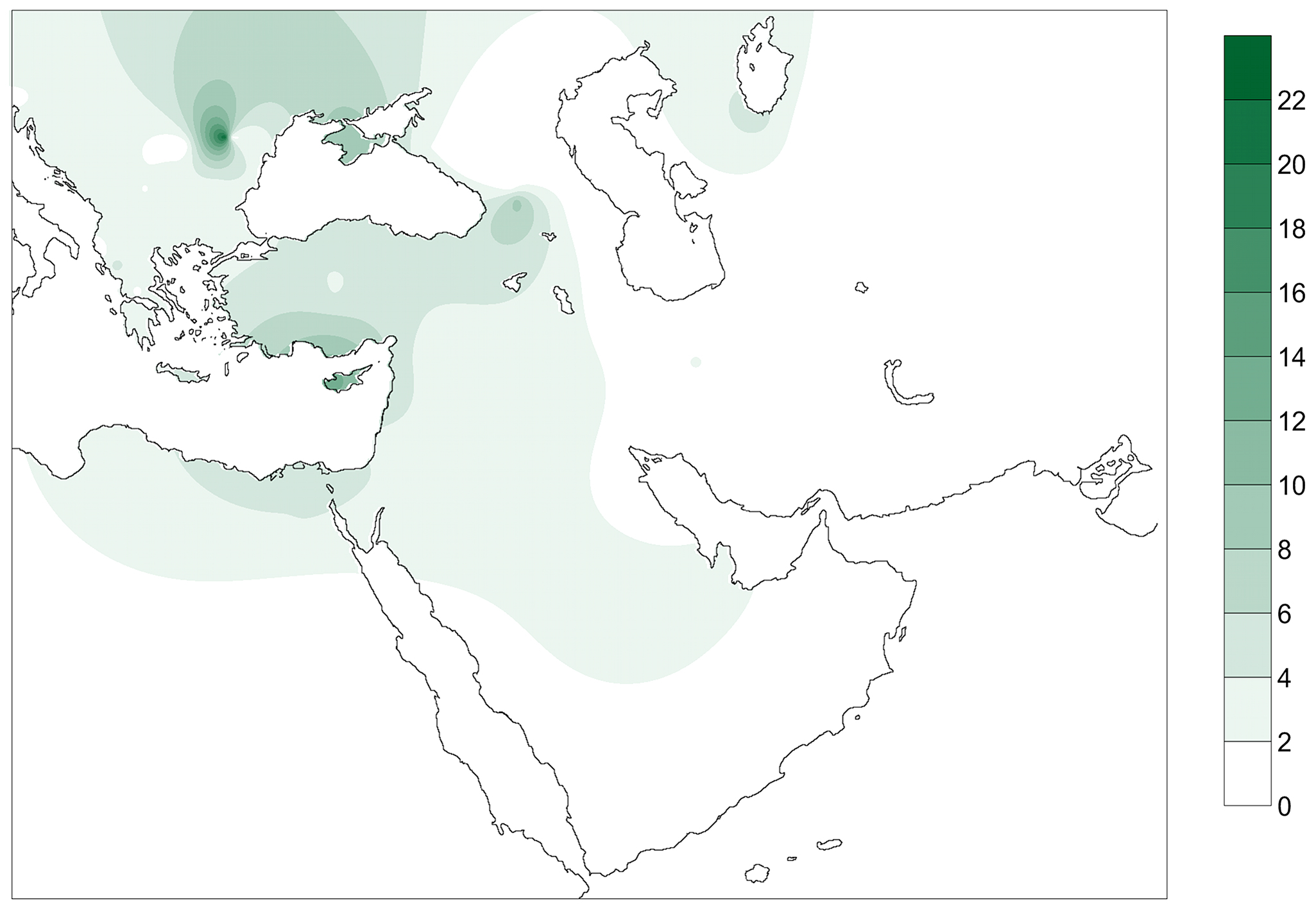
التوزيع الحديث للنمط الفرداني لمزارعي PPNB
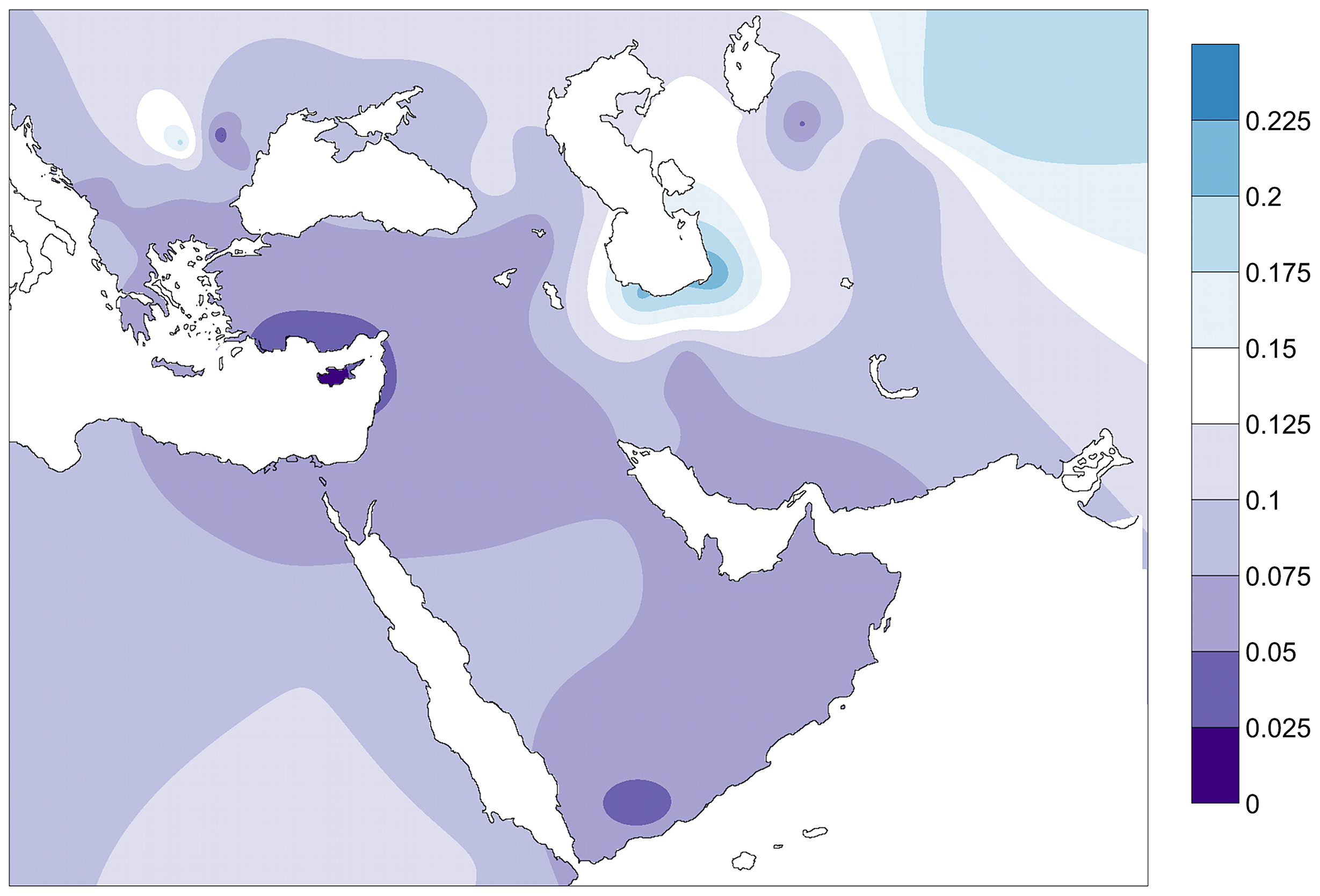
المسافة الجينية بين مزارعي PPNB والسكان الحديثين
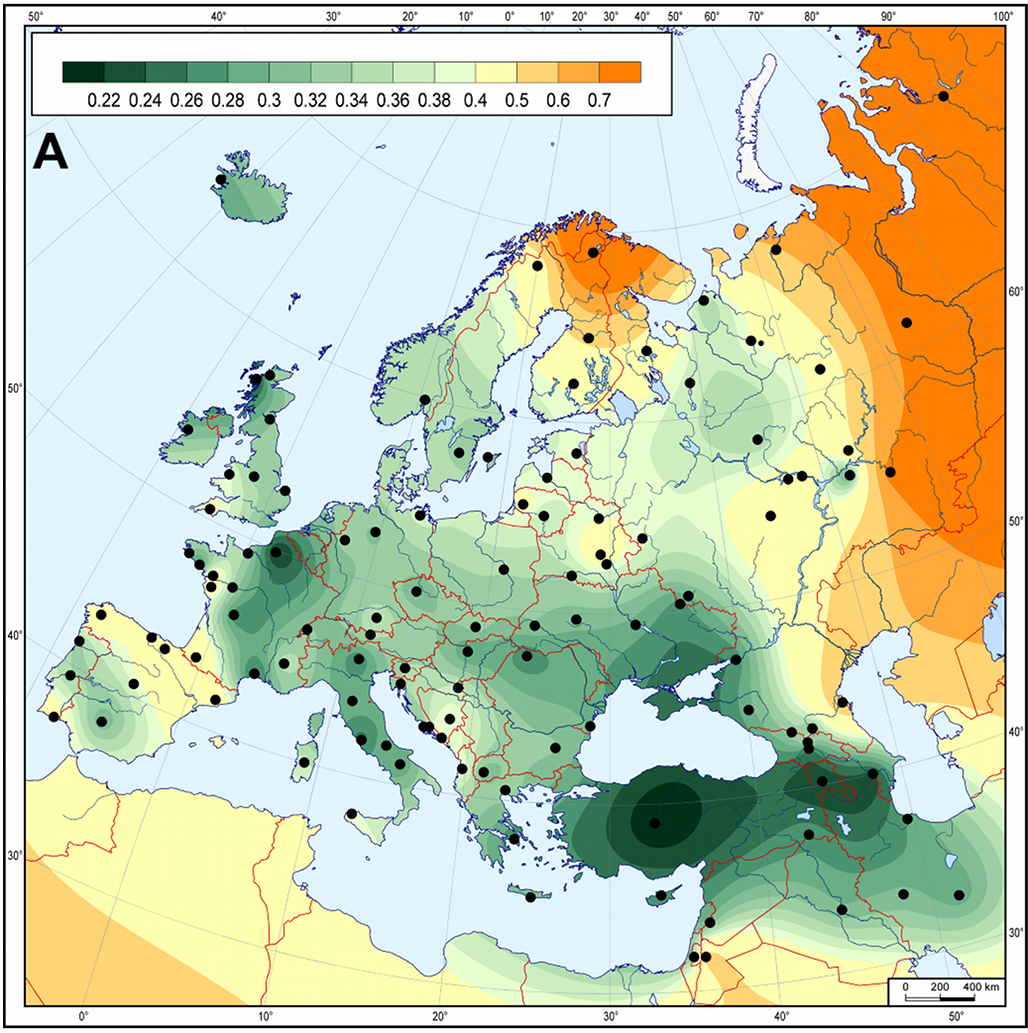
يعتبر المزارعون الأوروبيون في النيوليت الأقرب وراثيًا إلى سكان الشرق الأدنى / الأناضول الحديثين : المسافات الوراثية الأمومية بين مجموعات ثقافة الفخار الخطي في النيوليت الأوروبي (5500- 4900 معايرة ق. م) والسكان الغربيين الأوراسيين الحديثين.

### جنوب آسيا
أقدم مواقع العصر الحجري الحديث في جنوب آسيا هي بيرانا في هاريانا، بتاريخ 7570-6200 قبل الميلاد،  ومهرغاره، مؤرخة بين 6500 و 5500 قبل الميلاد، في سهل كاتشي في بلوشستان، باكستان؛ يحتوي الموقع على أدلة على الزراعة (القمح والشعير) والرعي (الأبقار والأغنام والماعز).
هناك أدلة قوية على الروابط السببية بين العصر الحجري الحديث في الشرق الأدنى وتلك التي تقع شرقاً حتى وادي السند. هناك العديد من خطوط الأدلة التي تدعم فكرة الارتباط بين العصر الحجري الحديث في الشرق الأدنى وشبه القارة الهندية. موقع ما قبل التاريخ في مهرغاره في بلوشستان (باكستان الحديثة) هو أقدم موقع من النيوليت في شبه القارة الهندية الشمالية الغربية، يرجع تاريخه إلى 8500 قبل الميلاد. تشمل المحاصيل المستأنسة من النيوليت في مهرغاره كثيرًا من الشعير وكمية صغيرة من القمح. هناك أدلة جيدة على تدجين الشعير المحلي وماشية زيبو في مهرغاره، ولكن يُقترح أن تكون أصناف القمح من الشرق الأدنى، لأن التوزيع الحديث للأصناف البرية من هذا القمح يقتصر على شمال بلاد الشام وجنوب تركيا.. تشير دراسة تفصيلية لخريطة الأقمار الصناعية لبعض المواقع الأثرية في منطقتي بلوشستان وخيبر بختونخوا إلى أوجه تشابه في المراحل الأولى من الزراعة مع مواقع في غرب آسيا. الفخار المحضر بتحضير شرائح متسلسلة (sequential slab construction)، وحفر نار دائرية مملوءة بالحصى المحترقة، ومخازن الحبوب الكبيرة شائعة في كل من مهرغاره والعديد من مواقع بلاد ما بين النهرين. تتشبه أوضاع بقايا الهيكل العظمي في قبور مهرغاره تشابهًا قويًا مع تلك الموجودة في علي كوش (تپه علی‌ کش) في جبال زاغروس في جنوب إيران. على الرغم من ندرتها، فإن تحديدات الكربون المشع وعمر المواقع المبكرة من العصر الحجري الحديث في جنوب آسيا تظهر استمرارية ملحوظة عبر المنطقة الشاسعة من الشرق الأدنى إلى شبه القارة الهندية، بما يتفق مع الانتشار المنتظم شرقاً بسرعة حوالي 0.65   كم / سنة.
في جنوب الهند، بدأ العصر الحجري الحديث عام 6500   ق.م واستمر حتى حوالي 1400   ق.م عندما بدأت الفترة الانتقالية المغليثية. يتميز العصر الحجري الحديث في جنوب الهند بتلال الرماد   من 2500   قبل الميلاد في منطقة كارناتاكا، توسعت لاحقًا لتاميل نادو.